# Маунт, Уильям Сидней
Уи́льям Си́дней Ма́унт (англ. William Sidney Mount; 26 ноября 1807, Сетокет, Лонг-Айленд, Нью-Йорк — 19 ноября 1868, там же) — американский музыкант и художник, сторонник бытового жанра, писавший и пейзажи и портреты. Один из самых известных художников своего времени и младший брат другого американского живописца Шепарда Алонсо Маунта.

## Биография

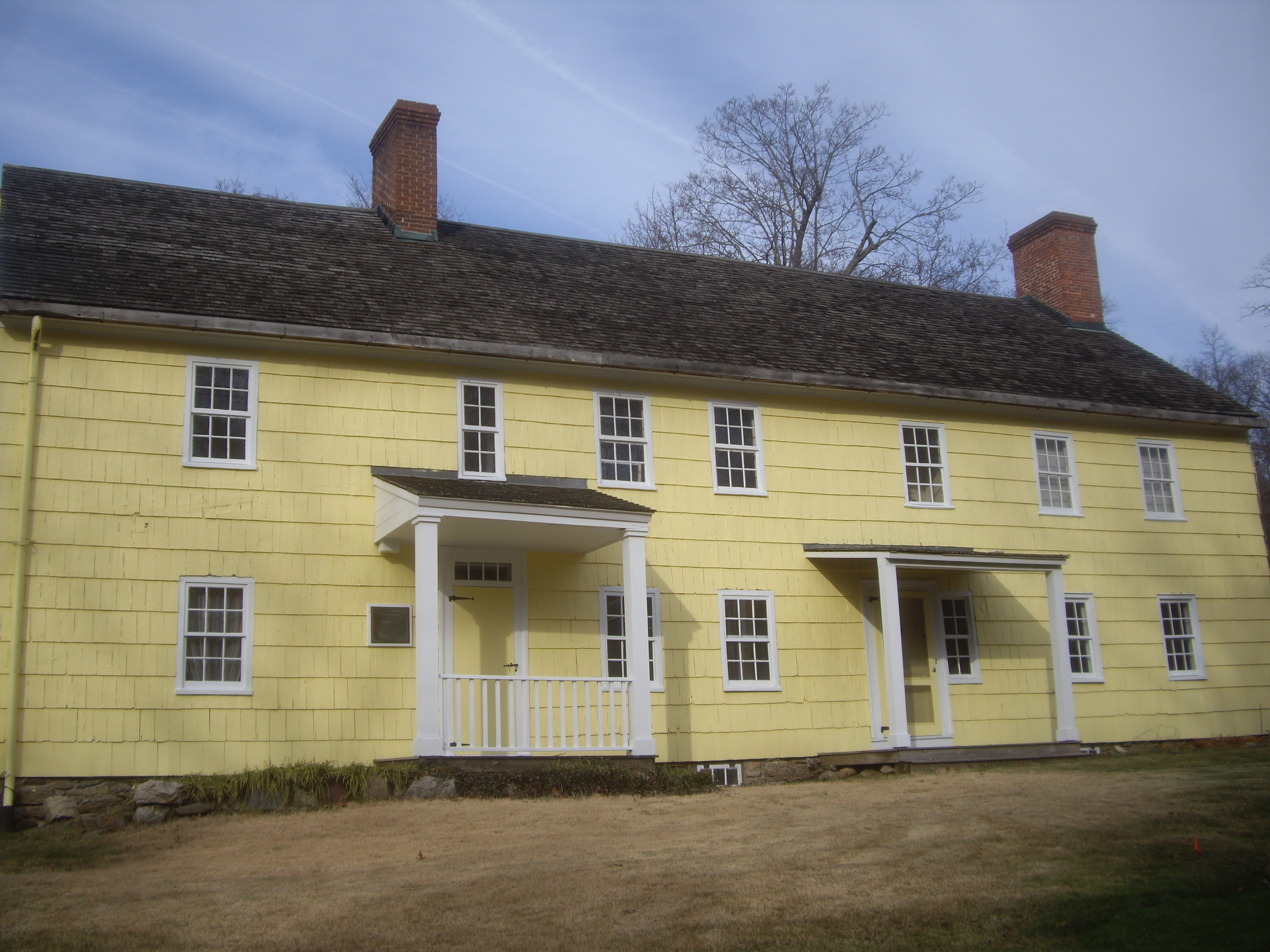
Дом Уильяма Сиднея Маунта в Стоуни-Брук, штат Нью-Йорк

Уильям Сидней Маунт родился 26 ноября 1807 года в городке Сетокет на острове Лонг-Айленд, штат Нью-Йорк, США. Родители — Томас Шепард Маунт и Джулия Энн Хокинс. У Уильяма было трое братьев и одна сестра. Мать вместе с детьми после смерти их отца переехала в Стоуни-Брук в 1814 году. Братья — Генри Смит Маунт (1803—1841) и Шепард Алонсо Маунт также были художниками. Среди них как портретист наиболее всего известен Шепард Алонсо Маунт. Уильям благодаря своему старшему брату Генри впоследствии выбрал карьеру, мечтал стать художником исторического жанра и портретов. Племянница Эвелина Маунт, дочь его старшего брата, тоже была художницей; приверженица различных художественных изысков «школы реки Гудзон», она получила некоторую подготовку у своего дяди Уильяма и, как известно, иногда копировала его картины.
Художественное образование Маунт получил в Нью-Йорке, в Национальной академии дизайна; в 1832 году признан полноправным академиком. Недолго работал как художник-портретист в Нью-Йорке. Впоследствии вернулся на родину, сосредоточившись главным образом на наблюдении за бытом провинциалов Лонг-Айленда. Маунт прожил и проработал на острове до конца жизни. На художественную манеру живописца повлияли бытовые картины английских художников.
Помимо увлечения живописью, Уильям Сидней Маунт был уважаемым скрипачом и композитором. Запатентовал свой собственный тип скрипки — The Cradle of Harmony, который имел изогнутую полую спинку, способствующую громкому звучанию, нежели её обычный аналог.
Маунт имел слабое здоровье. Умер в родном Сетокете 19 ноября 1868 года. Его дом и студия превращены в музей. Самая большая коллекция его работ находится в Лонг-Айлендском музее американского искусства, истории и экипажей.

## Дом Уильяма Сиднея Маунта
Дом, в котором проживал американский художник Уильям Сидней Маунт, был построен в 1725 году. Облицовка дома выполнена деревянным сайдингом, а его крыша покрыта деревянной черепицей. В мастерской Маунта, расположенной на чердаке третьего этажа, непосредственно в самой крыше установлены оригинальные световые окна. В 1965 году дом получил статус Национального исторического памятника.
Дом Уильяма Сиднея Маунта в действительности находится по адресу Стэйт Рут 25A и Стоуни-Брук-роуд в Стоуни-Бруке, однако Национальный реестр исторических мест неверно определяет его местоположение, указывая Нью-Йорк Стэйт Рут 25 и Гулд-роуд в Сентериче.

## Галерея

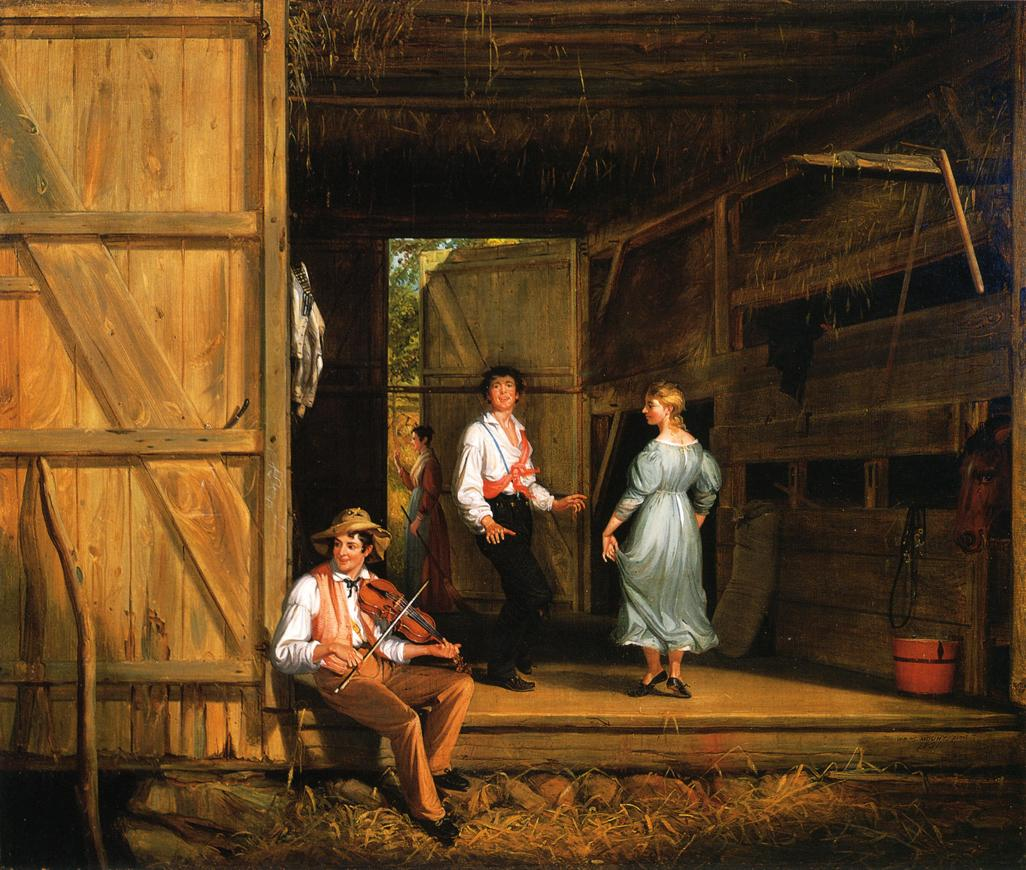
Танцы в амбаре (1837)
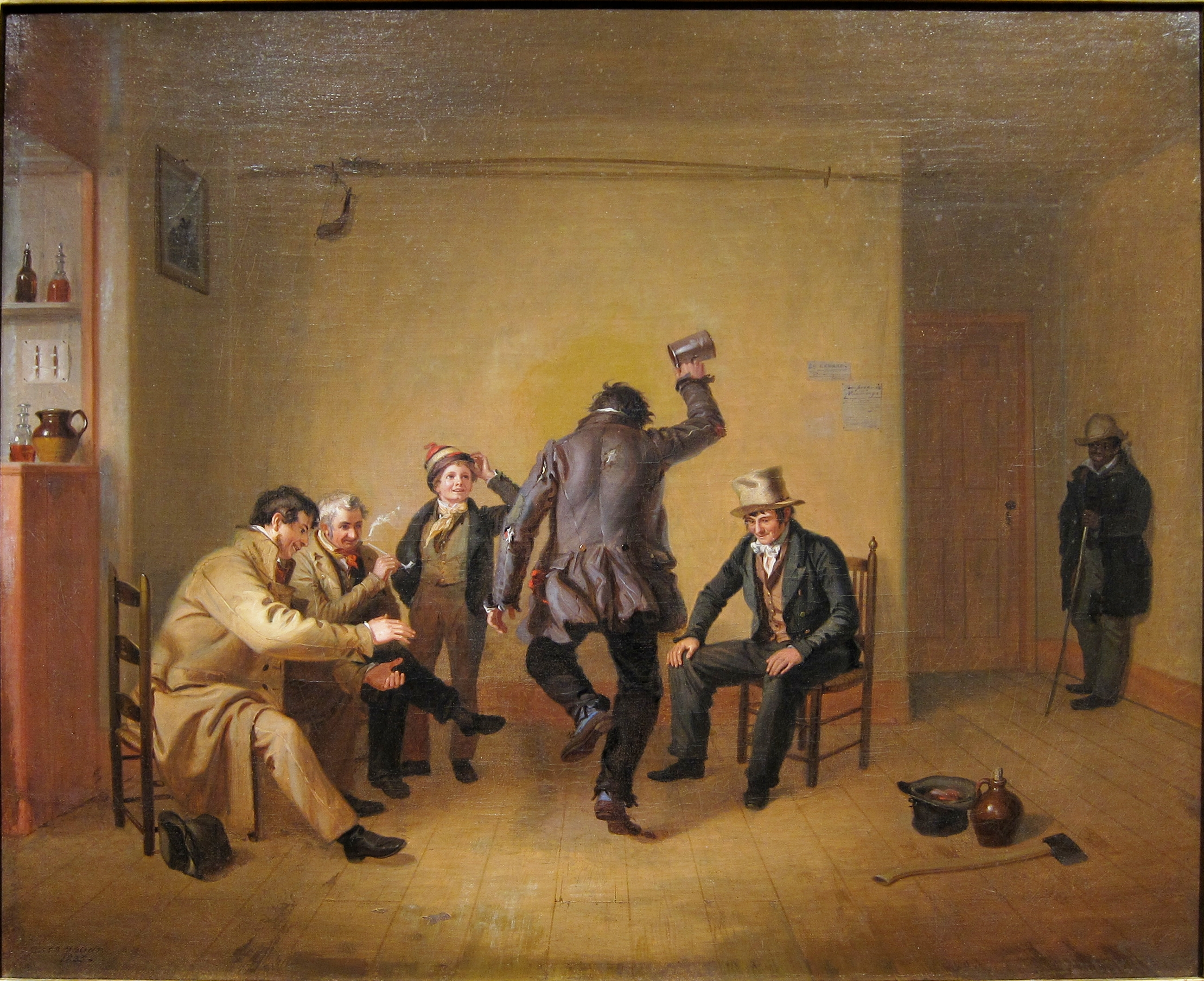
Сцена в баре  (1835)
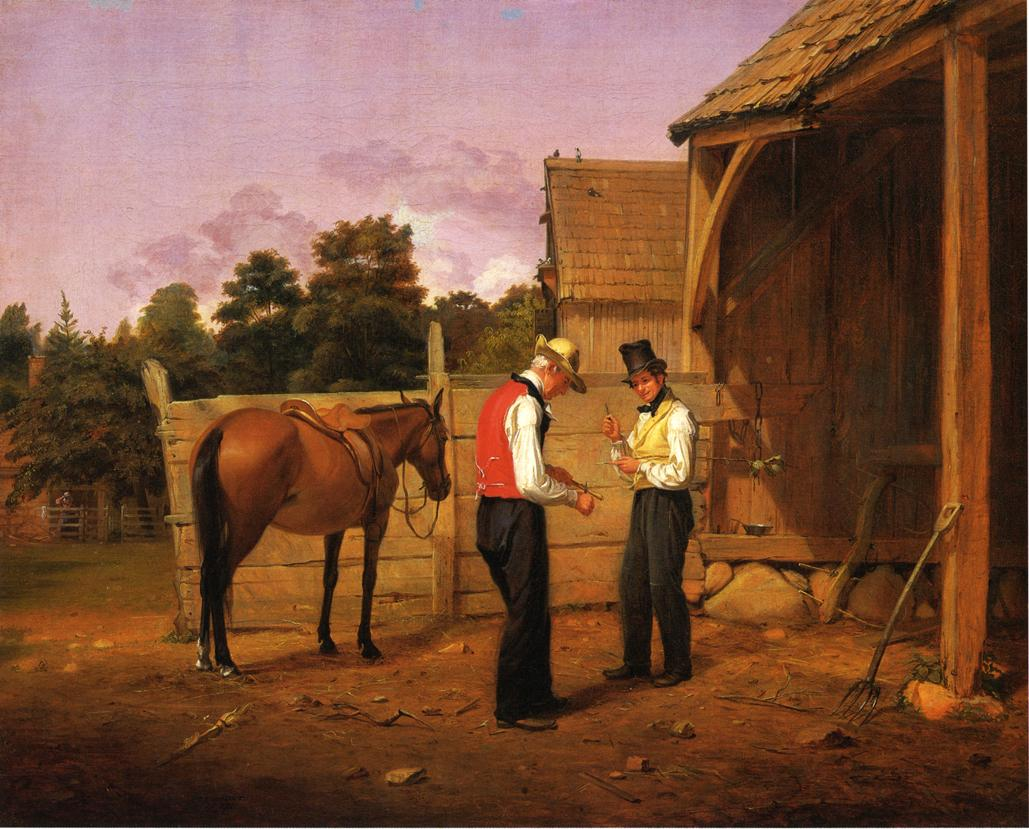
Продажа лошади (1835)
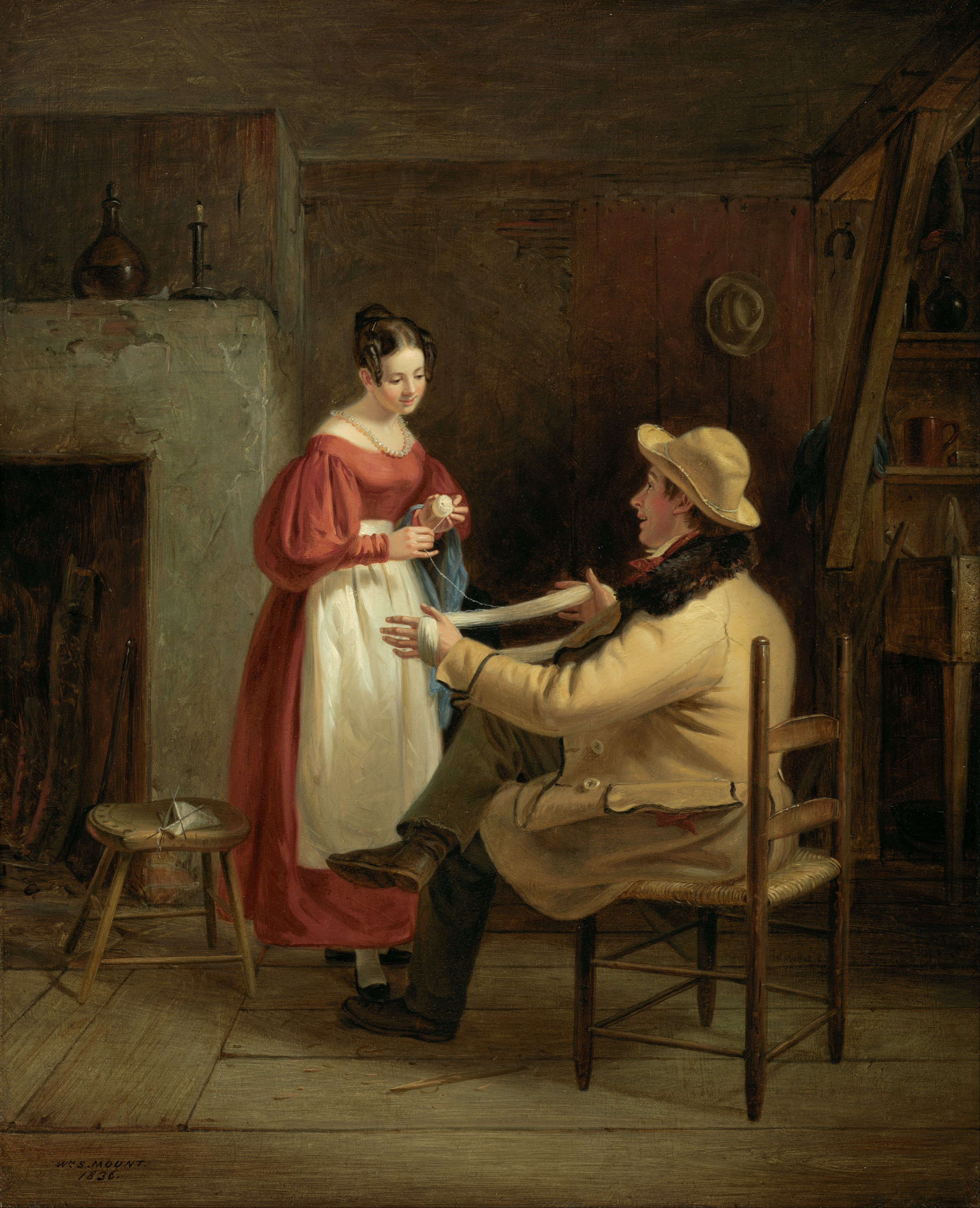
Пряжа (1836)
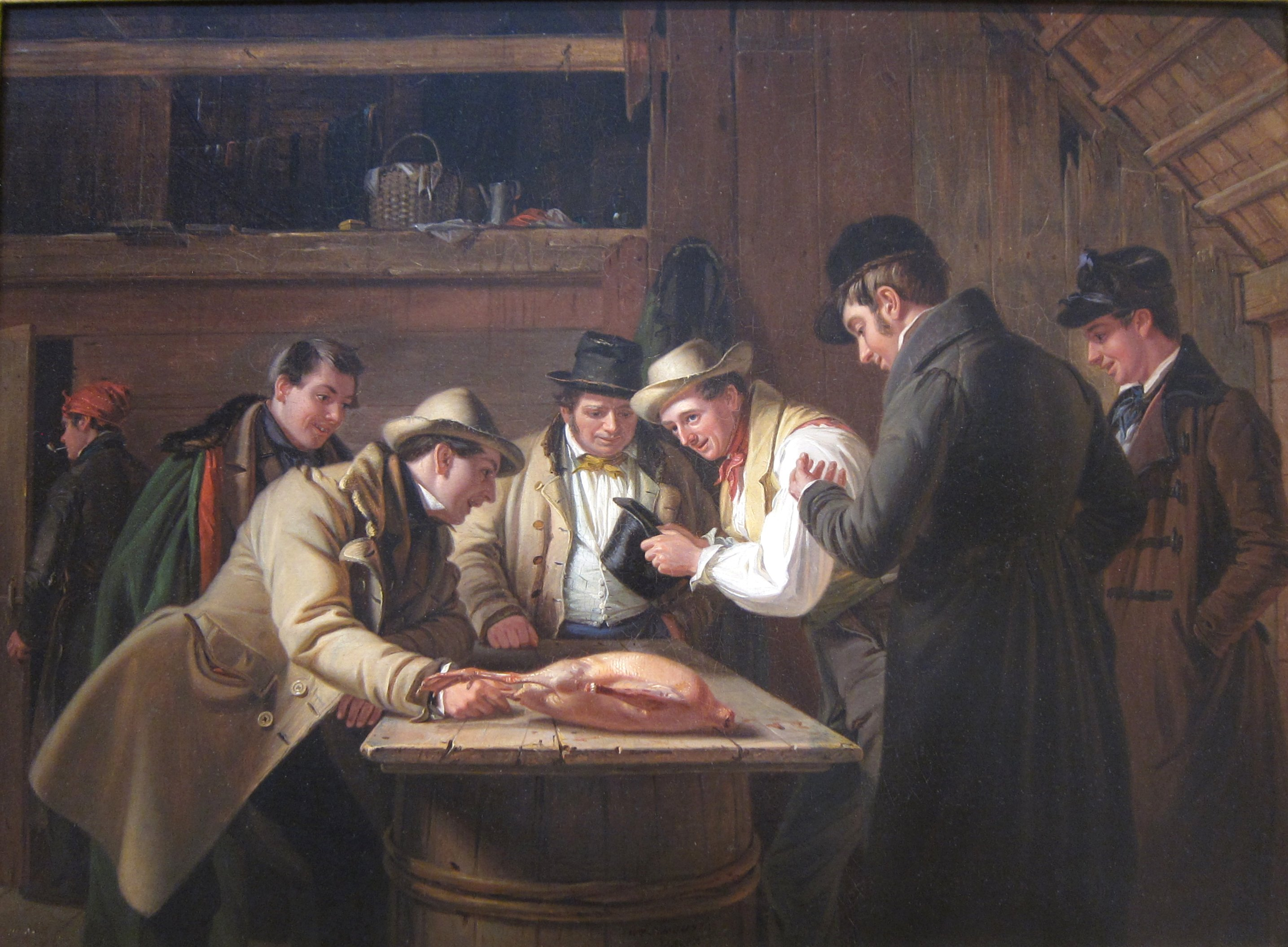
Розыгрыш гуся в лотерею (1837)
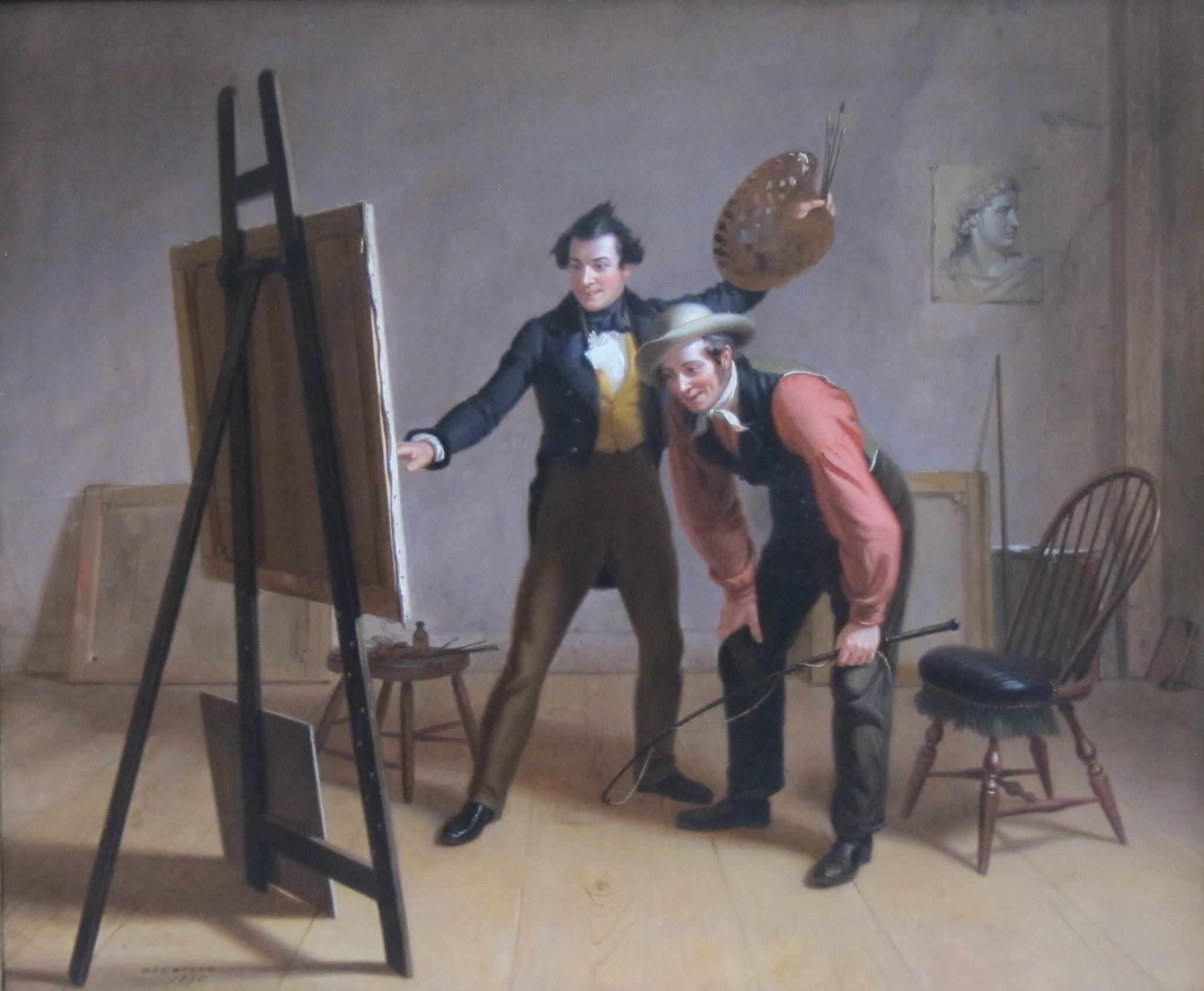
Триумф художника (1838)
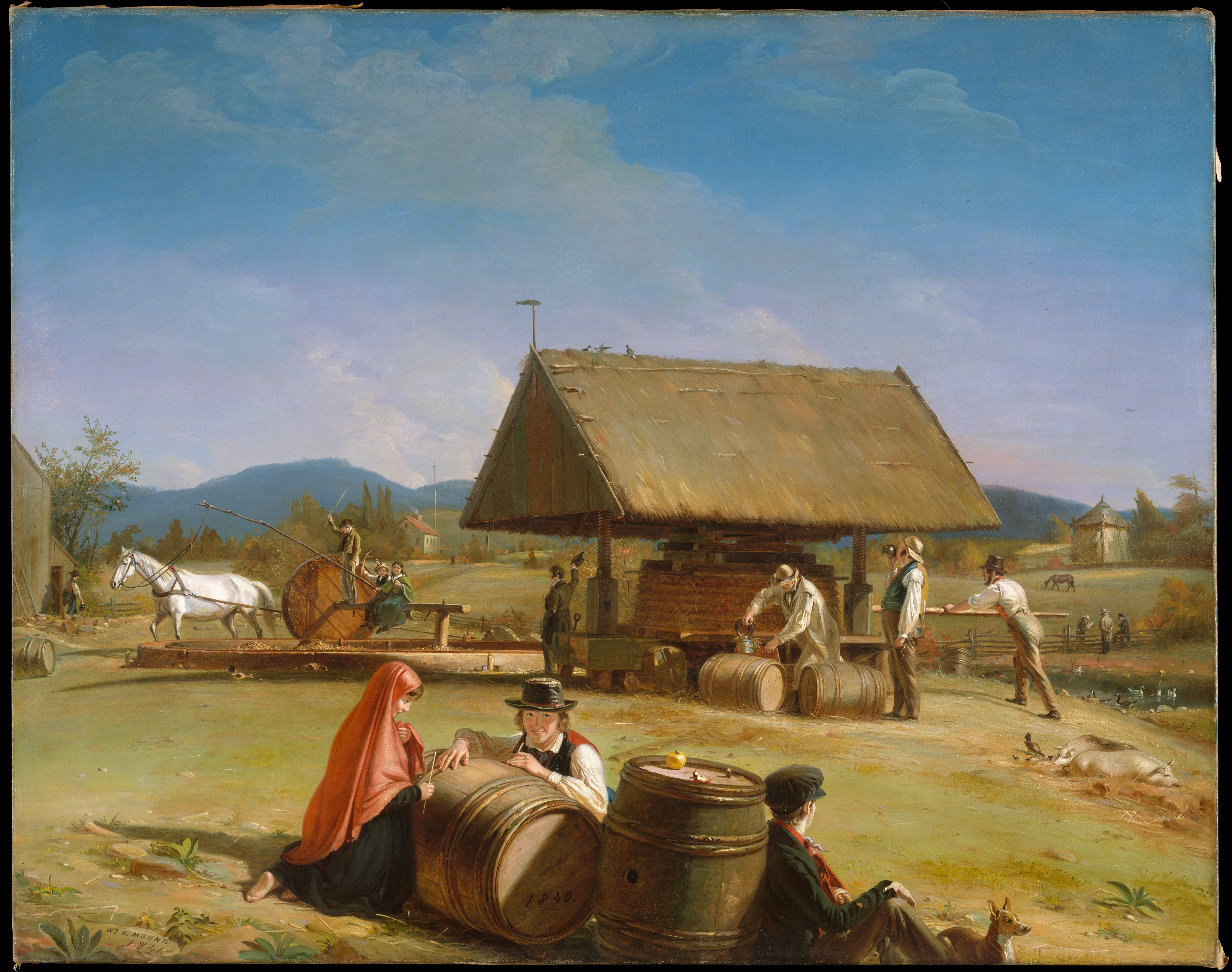
Изготовление сидра (1840–1841)
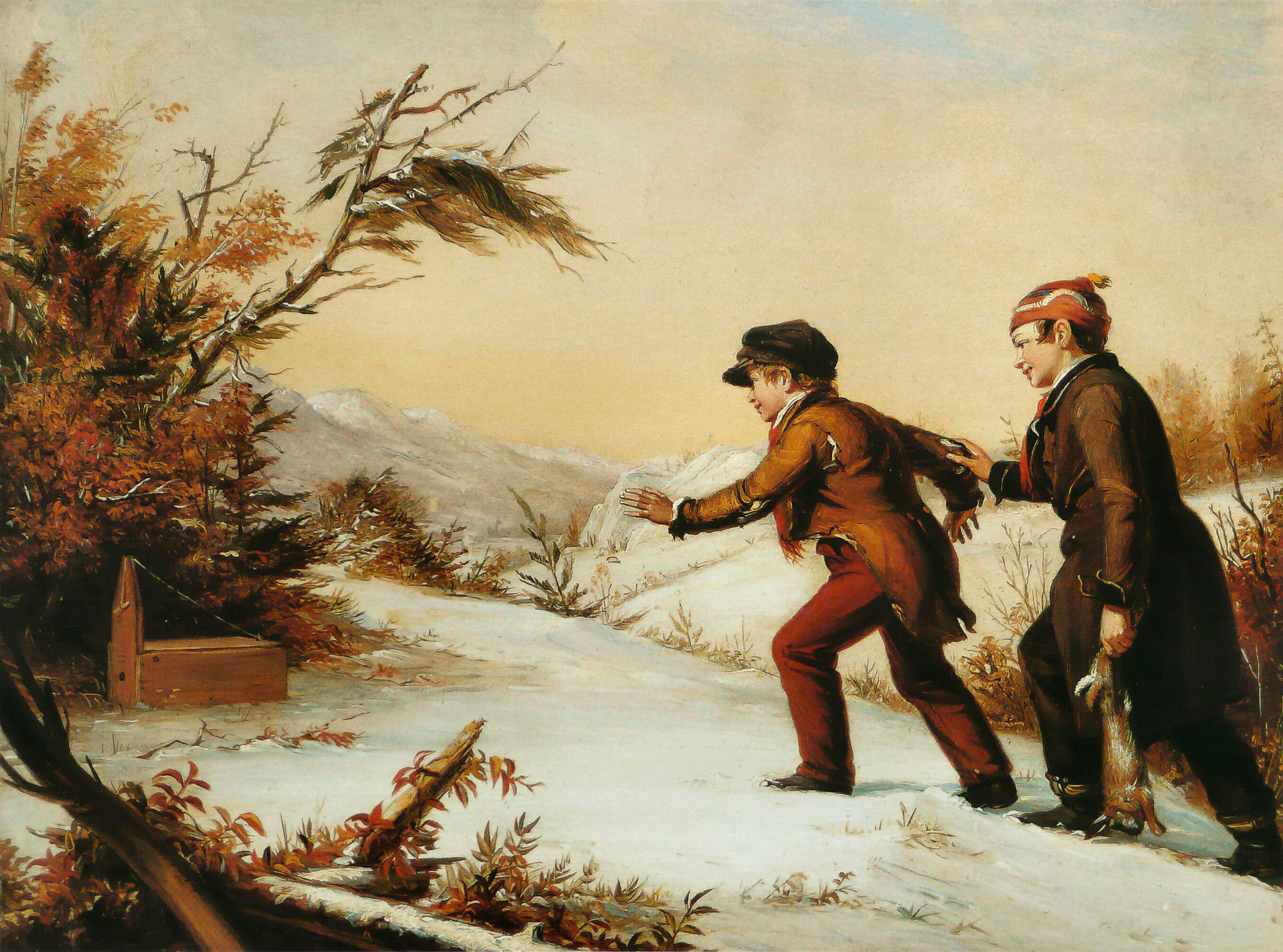
Ловушка захлопнулась (1844)
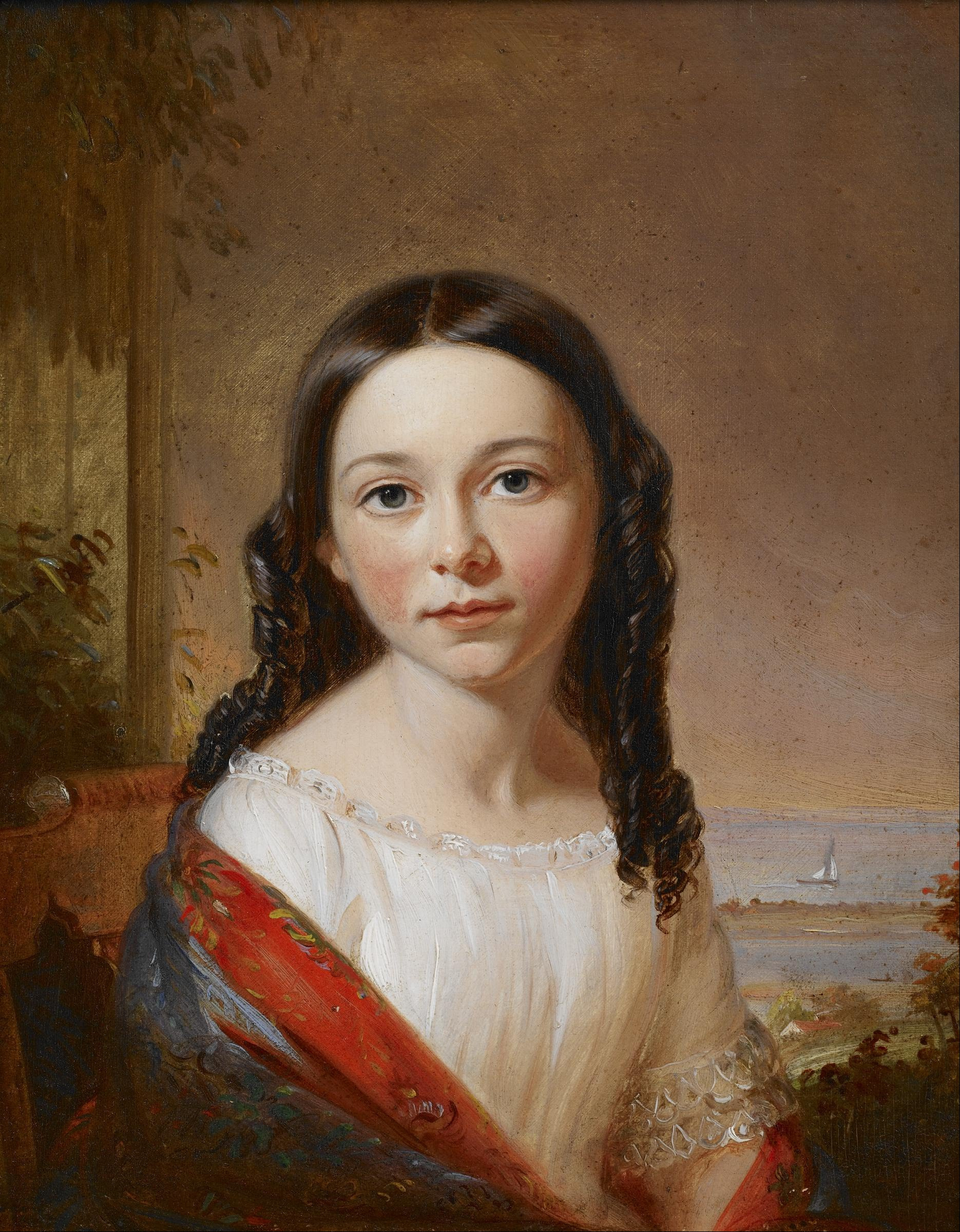
Портрет Марии Сибери (1846)
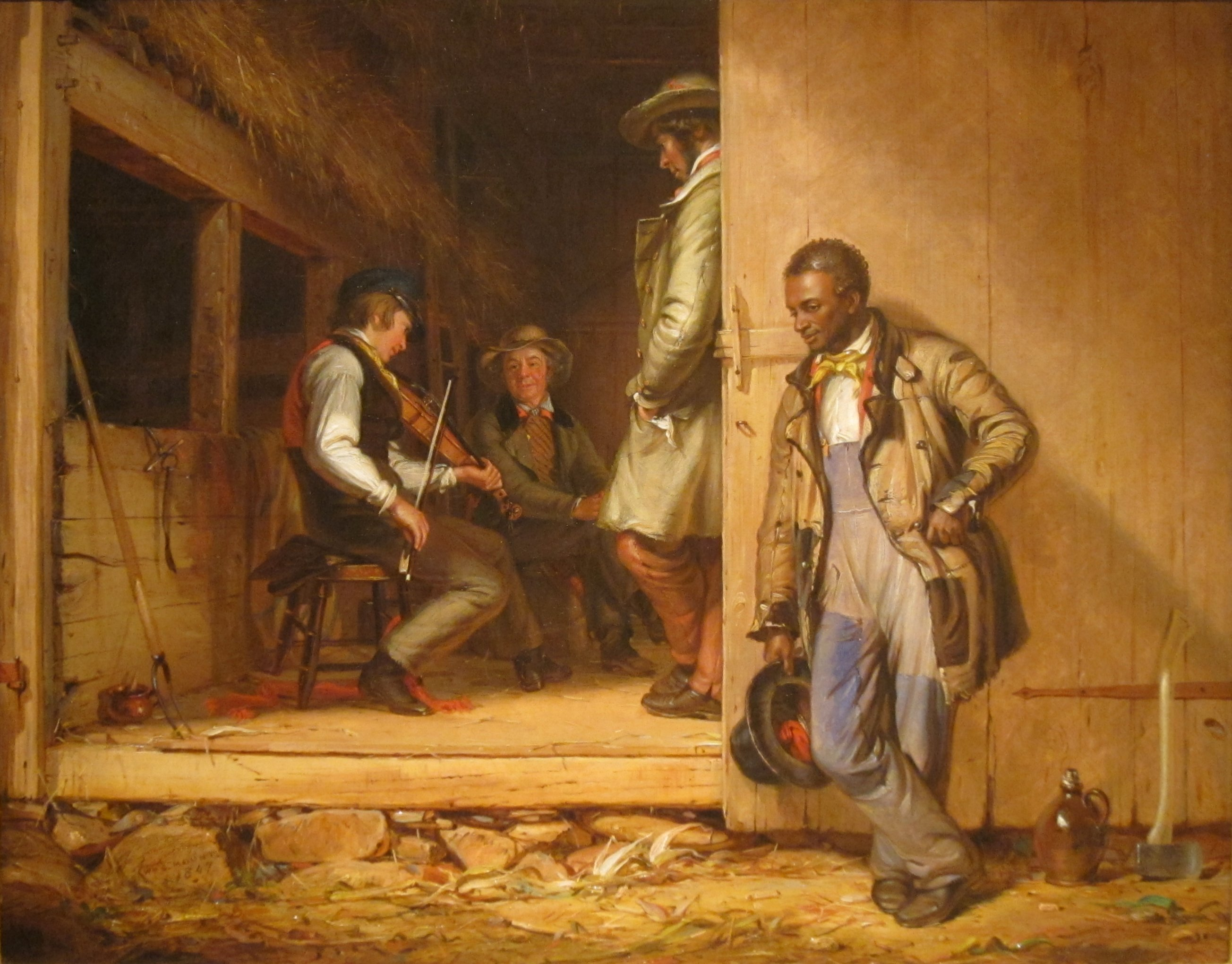
Сила музыки (1847)
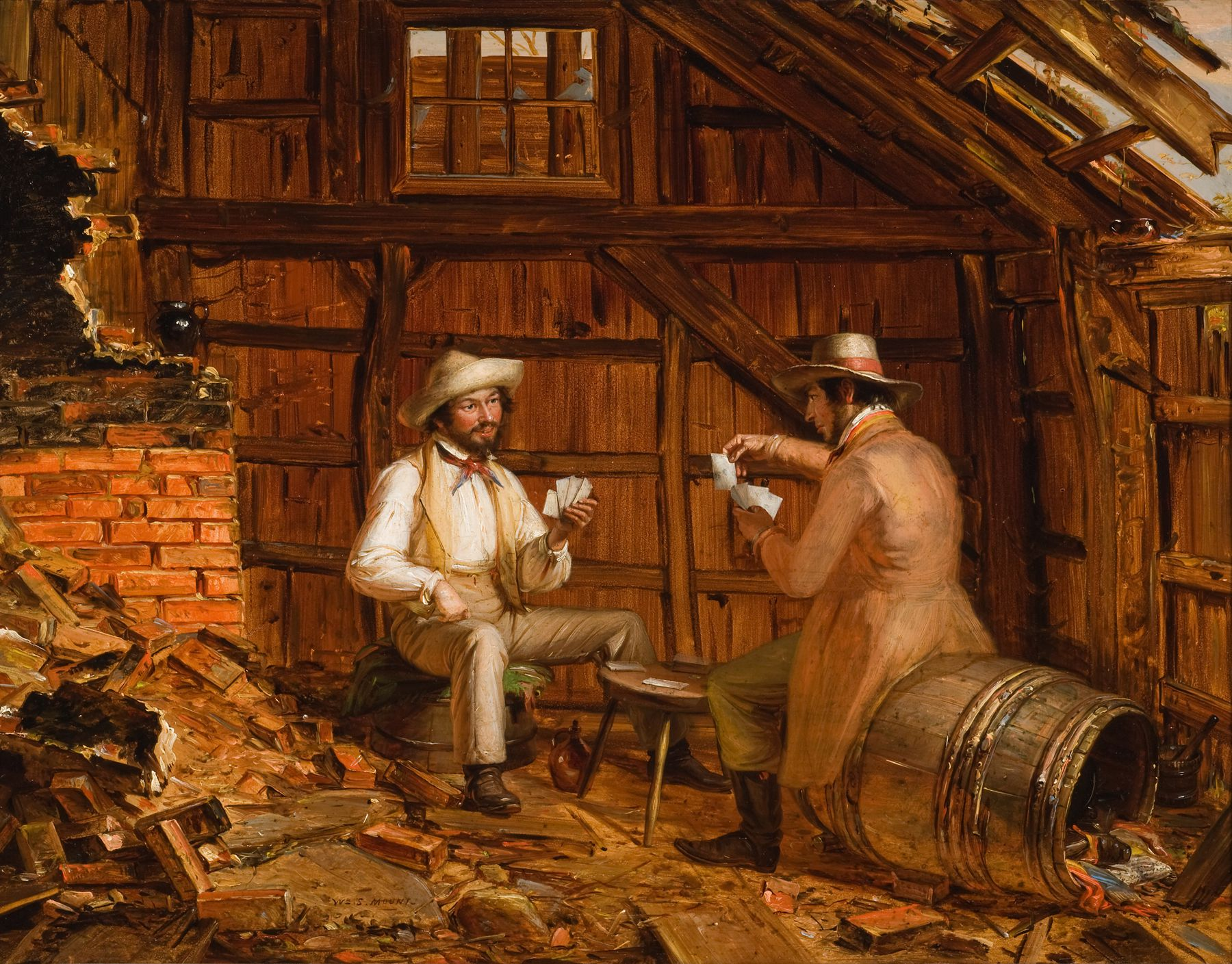
Игроки в карты (1847–1850)
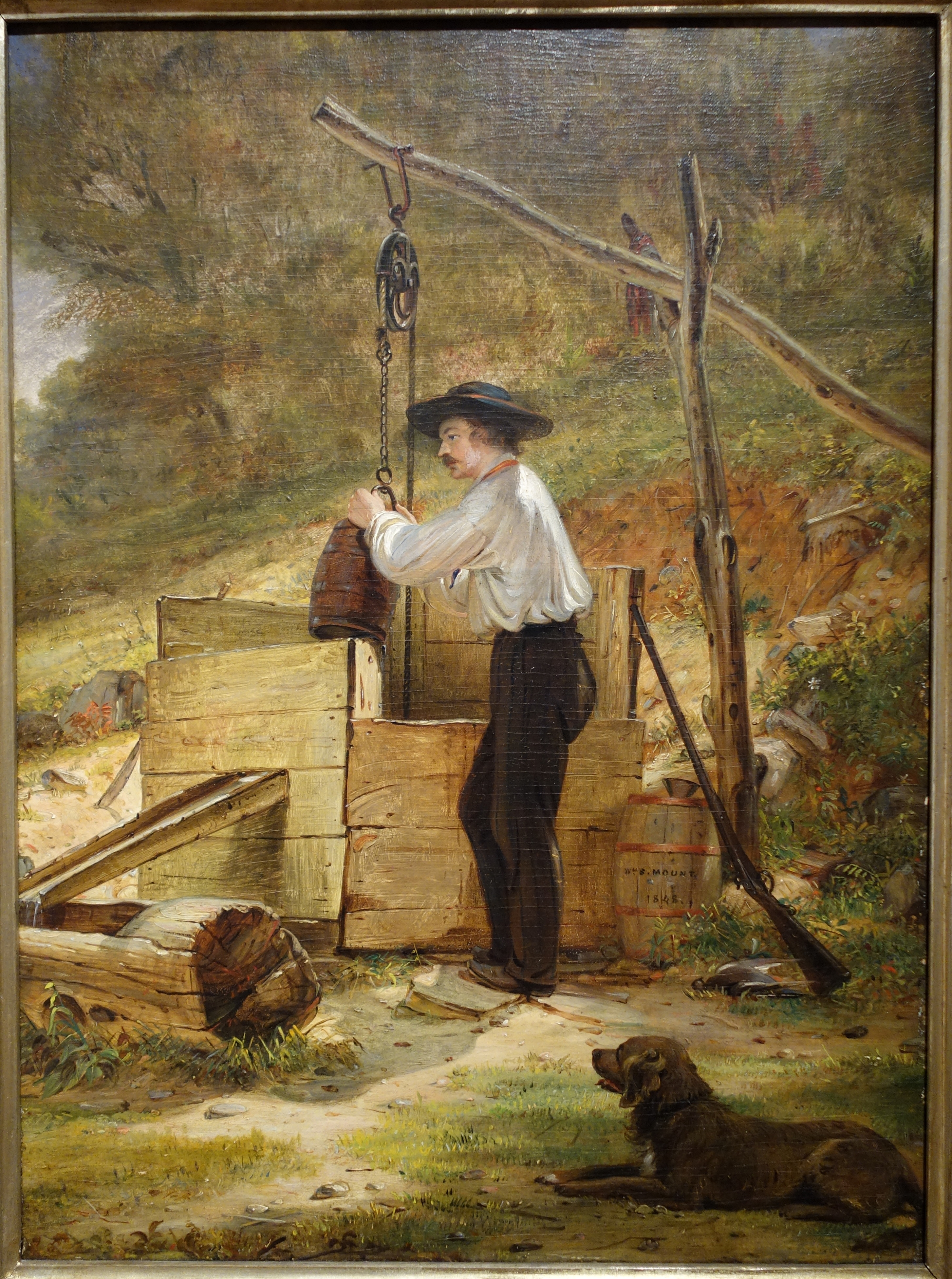
У колодца (1848)
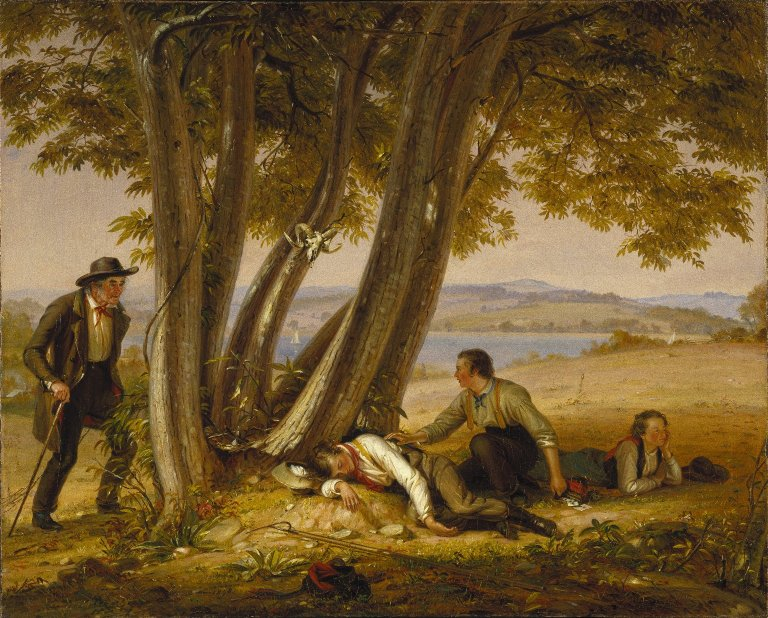
Застигнутый спящим (1848)
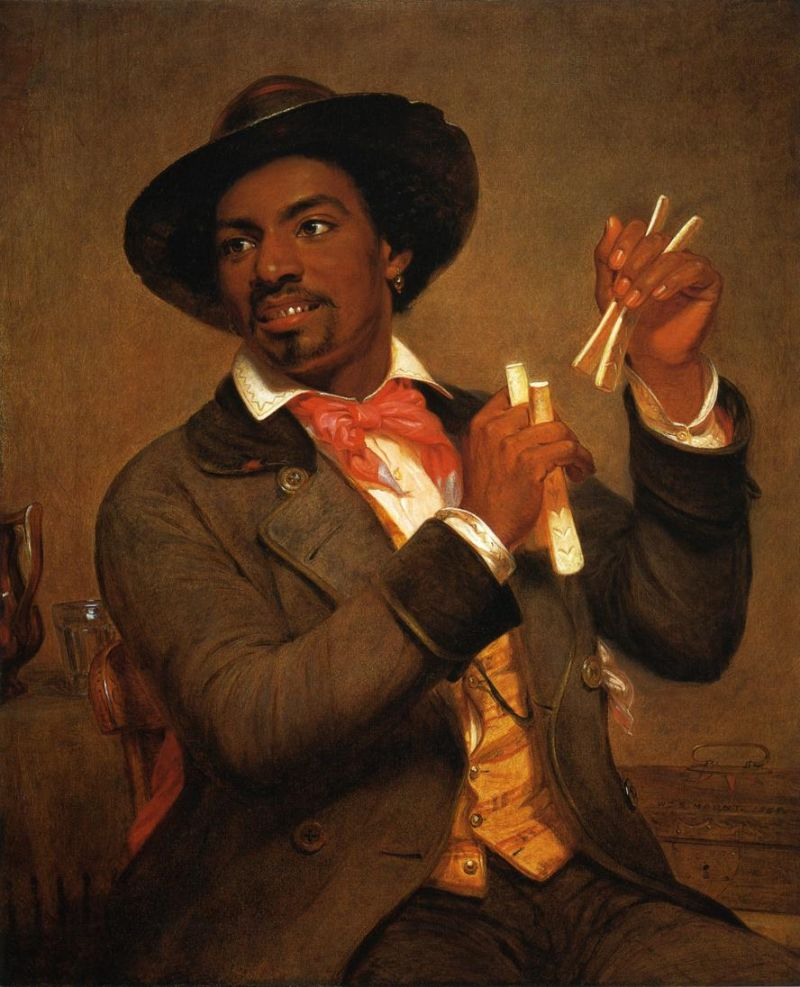
Игрок на костях (1856)
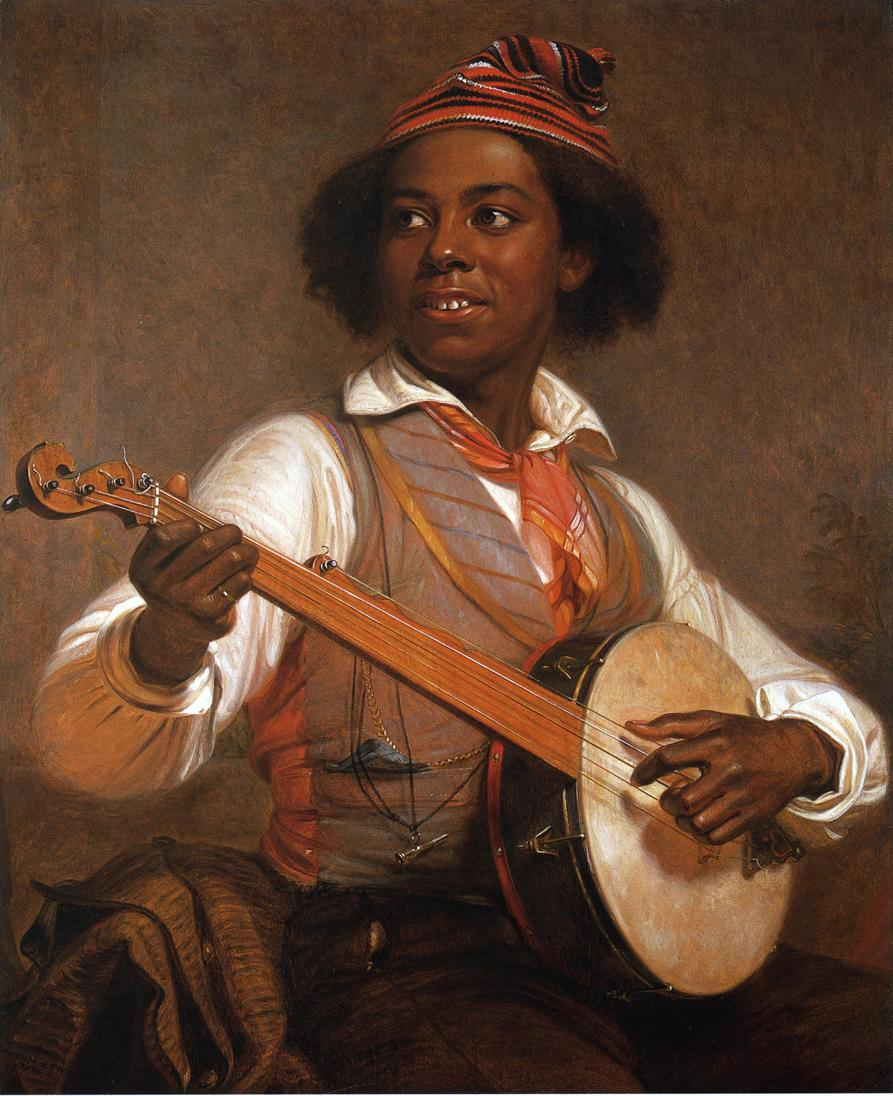
Игрок на банджо (1856)
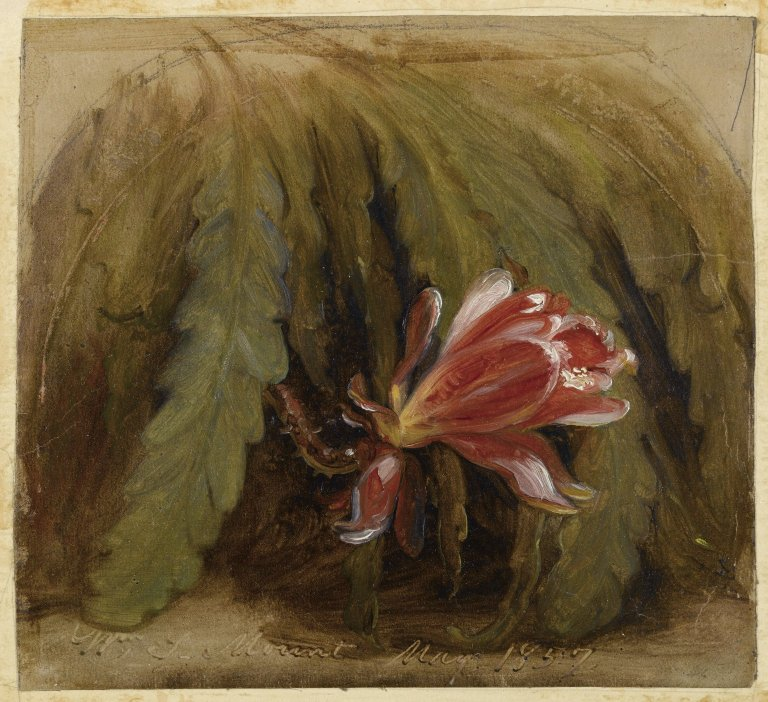
Цветущий кактус (1857)
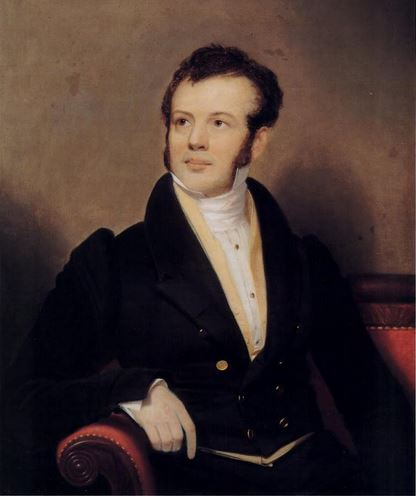
Портрет банкира Чарльза Хэнди Расселла